# Chelonus ritchiei
Chelonus ritchiei är en stekelart som först beskrevs av Wilkinson 1927.  Chelonus ritchiei ingår i släktet Chelonus och familjen bracksteklar. Inga underarter finns listade i Catalogue of Life.